# Ardisia ebolowensis
Ardisia ebolowensis är en viveväxtart som beskrevs av A. Taton. Ardisia ebolowensis ingår i släktet Ardisia och familjen viveväxter. Inga underarter finns listade i Catalogue of Life.